# Turkestanlärka
Turkestanlärka (Alaudala heinei) är en nyligen urskild fågelart i familjen lärkor inom ordningen tättingar.

## Utseende
Turkestanlärka är en liten, ljus lärka med en kort finkliknande näbb. Den är mycket lik nära släktingarna medelhavslärka och sidenvägslärka, alla tre tidigare kategoriserade som en art, dvärglärka (Alaudala rufescens, se nedan). Dessa skiljer sig från korttålärkan (Calandrella brachydactyla) som delvis förekommer i samma utbredningsområde och levnadsmiljöer, genom gråare och mer jämnt streckad fjäderdräkt. Den har vidare ett streckat bröst likt en liten sånglärka samt kortare tertialer och kortare näbb. Vidare saknas ett tydligt ögonbrynsstreck. 
Jämfört med medelhavslärkan är turkestanlärkan större, något mindre roströd, med tunnare streck på bröstet, medan den är något mindre, mer streckad och mörkare brun, med spetsigare vingar och något mindre vitt på de yttre stjärtpennorna än sidensvägslärkan. Även sandlärkan är lik, men är något större, med kortare och tjockare näbb och mer streckning på ryggen.

## Läte
Liksom hos övriga i släktet är sången mycket varierad, med långa fraser bestående av en blandning av olika typer av läten, inklusive härmningar. Fraserna är längre än hos medelhavslärkan, med längre pauser emellan.

## Utbredning och systematik
Arten förekommer från Ukraina och centrala Turkiet österut till sydcentrala Mongoliet och södra Afghanistan. Den delas in i tre underarter med följande utbredning: 
- Alaudala heinei heinei (inklusive pseudobaetica), västlig turkestanlärka[4] – förekommer från Ukraina till östra Kazakstan och sydcentrala Mongoliet; även östra Turkiet, Transkaukasien och norra Iran
- Alaudala heinei aharonii (inklusive niethammeri) – förekommer i centrala Turkiet
- Alaudala heinei persica – förekommer i östra och södra Irak till södra Afghanistan

Traditionellt utgör turkestanlärkan en del av dvärglärkan (Alaudala rufescens), alternativt att taxonet persica förs till sidenvägslärka (A. cheleensis) när denna urskiljs som egen art. Genetiska studier visar dock att den utgör en distinkt grupp som är närmast släkt med sandlärkan (Alaudala raytal). Sedan 2021 urskiljer därför både tongivande International Ornithological Congress (IOC) och eBird/Clements den som egen art. Svenska BirdLife Sveriges taxonomikommitté följde efter 2022. Den döptes initialt till turkestandvärglärka, men namnet justerades 2023 till det enklare turkestanlärka.
Fyra fynd har gjorts i Sverige av fåglar ur dvärglärkekomplexet. Efter en genomgång 2023 fastställdes att tre av dem rörde turkestanlärkor: Hoburgen på Gotland 9–10 maj 1991 (obestämd underart), Utlängan i Blekinge 10–14 februari 2003 (obestämd underart) och i lappländska Vuollerim 28 november–2 december 2014 (nominatformen). Det fjärde, 27–28 april 1986 i Falsterbo, Skåne, har inte gått att bestämma till art.

## Levnadssätt
Turkestanlärkan hittas på marken i öppet landskap med buskar, gräs och stora områden exponerad jord, ofta i sandiga områden. Den håller sig lågt och springer snabbt. 

## Status
Arten har ett stort utbredningsområde och beståndet anses vara stabilt. Internationella naturvårdsunionen IUCN listar den därför som livskraftig (LC). Världspopulationen uppskattas till mellan fem och tio miljoner vuxna individer.